# ¡Cu-Cut!
¡Cu-Cut! fue una revista satírica española de ideología catalanista de comienzos del siglo XX. Se publicó entre 1902 y 1912 y consiguió gran popularidad, además de contener en sus páginas una pléyade interesantísima de creadores gráficos.
Próxima políticamente a la Liga Regionalista de Cambó y Prat de la Riba, y el periódico La Veu de Catalunya. Entre sus principales dibujantes se cuentan Opisso, Cornet, Junceda, Llaverías, Feliu Elias Apa e Ismael Smith. Su mascota era un catalán cabezudo con una barretina, creado por Cayetano Cornet.

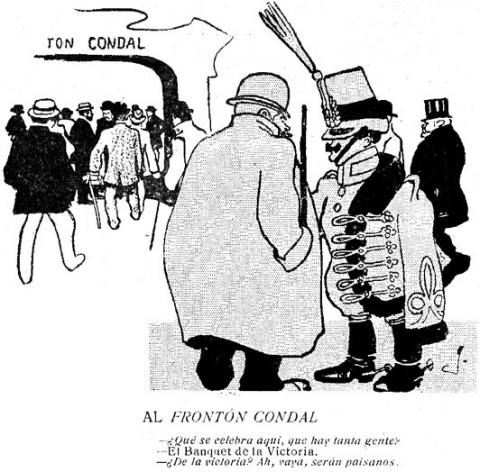
Viñeta de Junceda que provocó la ira de los militares.

Su importancia radica en los incidentes que tuvieron lugar el 25 de noviembre de 1905. Ese día su redacción, junto con la de La Veu de Catalunya, fue asaltada por 300 oficiales militares, como reacción a una caricatura antimilitarista de Joan Junceda. Con ocasión del llamado banquete de la victoria celebrado por la Liga Regionalista por su triunfo en las elecciones municipales de ese mismo mes, la revista publicó una caricatura en la que se veía un civil y un militar vestido de húsar, observando el banquete, con el siguiente diálogo: -¿Qué se celebra aquí que hay tanta gente?, -El Banquete de la Victoria, -¿De la victoria?, Ah, vaya, serán paisanos. Es una referencia a la derrota colonial de 1898, y que el Ejército español llevaba casi un siglo sin conocer la victoria.
Fue una prueba de la debilidad del régimen de la Restauración. Costó la dimisión del jefe de gobierno, Eugenio Montero Ríos, y la aprobación de la llamada Ley de Jurisdicciones, que entregaba el enjuiciamiento de todos los delitos "contra la patria o el ejército" a la justicia militar.
A raíz del rechazo hacia esta ley los partidos catalanes (catalanistas y no catalanistas —como el Partido Carlista y los republicanos federales—) se unirían en lo que sería Solidaritat Catalana. Únicamente los partidos dinásticos y el Partido Radical de Lerroux quedaron fuera de la coalición. Desde entonces el mapa electoral catalán cambió sustancialmente. Supuso el fin del turno de partidos dinásticos de la Restauración y el triunfo de los partidos de oposición al régimen. A partir de entonces el juego político en Cataluña se repartió entre la Liga Regionalista y los partidos republicanos.